# Herrera de Pisuerga
Pour les articles homonymes, voir Herrera.
Herrera de Pisuerga est une commune d’Espagne, dans la province de Palencia, communauté autonome de Castille-et-León.